# チェケラッチョ!!
『チェケラッチョ!!』は、日本の小説、映画。
原作は脚本家の秦建日子が手がけ、小説と映画の脚本を同時進行で執筆。小説版と映画版は、映画の小説化でも原作の映画化でもなく、媒体の異なる別バージョンという関係になっており、主人公も異なっている。
映画版は、宮本理江子の監督、フジテレビ、東宝、S・D・Pの製作で、2006年4月22日から東宝系で公開された。

## ストーリー
沖縄に住む高校3年生の透、唯、暁、哲雄の4人はある日、人気ヒップホップバンド「ワーカホリック」のライブを観たことをきっかけに、バンド「098」を結成。楽器もまともに触ったことがない彼らは「ワーカホリック」のライブの前座として出演するも、散々な結果に終わる。
一方、バイト先の水族館で透が一目惚れした年上の美女・渚は「ワーカホリック」のメンバーである涼太の彼女だったことを知る。それぞれの気持ちが複雑化した「098」の4人は、自分たちで再びライブを行うことを決意する…。

## 映画

### キャスト
- 伊坂　透：市原隼人
- 南風原唯：井上真央
- 玉城哲雄：平岡祐太
- 本部　暁：柄本佑
- 多良間涼太：玉山鉄二
- アンディ・クラレンス：KONISHIKI
- 中村　渚：伊藤歩
- 南風原美奈：山口紗弥加
- 南風原ちさ：樹木希林（特別出演）
- 本部修一郎：柳沢慎吾
- 玉城克治：松重豊
- 伊坂和子：大島さと子
- 喜屋武茂雄：川田広樹（ガレッジセール）
- 源河　一：ゴリ（ガレッジセール）
- 南風原恵子：筒井真理子
- 本部聡美：種子
- 南風原稔：平田満
- 伊坂平介：陣内孝則
- ワーカホリック*：Def ROCKSTA

出演者の柄本佑、平岡祐太、松重豊は2005年の夏に放送された「WATER BOYS 2005夏」でも共演し、柄本と平岡は友人同士の役、平岡と松重は親子役とこの作品と共通している。

### スタッフ
- 監督：宮本理江子
- 製作：亀山千広
- プロデューサー：宮澤徹、瀧山麻土香、和田倉和利
- 企画・プロデュース：大多亮
- エグゼクティブプロデューサー：関一由、島谷能成、細野義朗
- 脚本：秦建日子
- 撮影：柴崎幸三
- 美術：川村泰代
- 衣装：宮本まさ江
- 編集：深沢佳文
- 録音：南徳昭
- 照明：吉角荘介
- 装飾：高畠一朗
- 助監督：兼重淳
- エンディングテーマ：ORANGE RANGE[5]
- 制作プロダクション：シネバザール
- 協力：ANA、日産自動車ほか
- 製作：フジテレビジョン、東宝、S・D・P

### 主題歌
- 「098」『Don’t be afraid』[6][7]